# Martin Amerhauser
Martin Amerhauser (Salzburg, 1974. július 23. –), osztrák válogatott labdarúgó.
Az osztrák válogatott tagjaként részt vett az 1998-as világbajnokságon.

## Sikerei, díjai
Salzburg
- Osztrák bajnok (2): 1993–94, 1996–97

Grazer AK
- Osztrák bajnok (1): 2003–04
- Osztrák kupa (3): 1999–2000, 2000–01, 2003–04